# IC 3752
IC 3752 је појединачна звијезда у сазвјежђу Береникина коса која се налази на листи објеката дубоког неба у Индекс каталогу.
Деклинација објекта је + 19° 0' 39" а ректасцензија 12h 46m 4,1s.